# Законодавчий сейм (1919—1922)

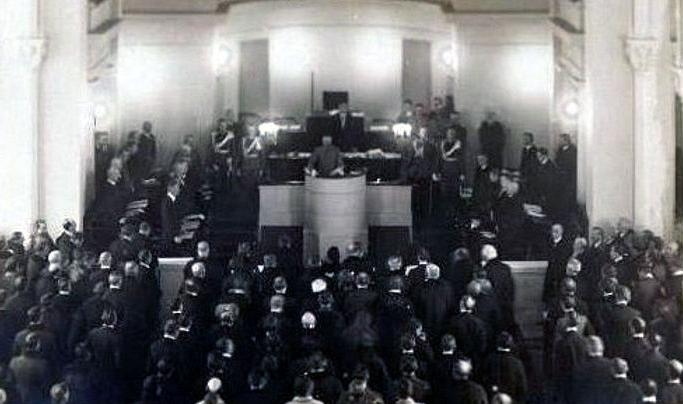
Начальник держави Юзеф Пілсудський відкриває першу сесію Законодавчого сейму 10 лютого 1919 р.

Законодавчий сейм (пол. Sejm Ustawodawczy) — однопалатний парламентський орган, покликаний ухвалити конституцію відродженої Польщі, вибори до якого відбулися 26 січня 1919 р. Розпочав діяльність у лютому 1919 р.: перше засідання — 10 лютого 1919 р. Був першим польським національним парламентом після Гродненського сейму 1793 року, проведеного за два роки до третього поділу Польщі, який припинив існування тогочасної незалежної польської держави. Виконував  конституційні функції як представницький орган до визначення політичного устрою держави шляхом прийняття конституції (установчі збори). 
Робота сейму та ухвалення Малої конституції розглядаються як перший етап побудови незалежної Польської держави.

## Історія
До скликання Законодавчого сейму уся повнота влади у Польській республіці, згідно з декретом уряду про вищі органи влади від 22 листопада 1918 р., належала тимчасовому начальникові держави Юзефу Пілсудському. 
На час обрання Законодавчого сейму Польща не мала чітких кордонів і була втягнута в територіальні конфлікти і спори. На підконтрольних польській державі територіях, на землях колишнього Конгресового королівства і Підляшшя та західної Малопольщі, 42 виборчі округи обрали 302 депутати. До них долучилися 20 польських депутатів парламенту Німеччини, 26 польських депутатів парламенту Австро-Угорщини та відібрані кандидати в депутати з Цешинського краю (де вибори перервалися через військові дії). У наступні місяці, коли польська влада поширилася і на деякі спірні території, було проведено ще пару виборів: 25 квітня 1919 р. у Великопольщі і 15 червня 1919 р. у Білостоцькому та Підляському краях. Деякі депутати, які були тимчасовими представниками, поступилися своїми місцями новообраним. 24 березня 1922 року до складу сейму увійшли і 20 депутатів від Серединної Литви. Таким чином, чисельність сейму коливалася від 348 депутатів на початку і до 432 наприкінці його строку повноважень. На виборах було віддано близько 5 мільйонів голосів.
20 лютого 1919 Законодавчий сейм ухвалив Малу конституцію, відповідно до якої отримав усю повноту влади начальник держави Юзеф Пілсудський. 
Важливими законодавчими здобутками сейму були закони про військовий обов'язок, земельну реформу, розробка конституції та державна система медичного страхування. 1921 року сейм прийняв «березневу конституцію».
Останнє засідання цього сейму відбулося 27 листопада 1922 р.

## Склад
У зв'язку зі зміною кількості депутатів та постійним дробленням і злиттям різних партій, неможливо все звести до єдиного списку Законодавчого сейму,[a] тому цей список має варіанти.
| Партія або група (польська назва)                                                   | Партія або група (Jędruch) | Партія або група (Nohlen, Stöver)    | Голосів (Nohlen, Stöver) | % (Nohlen, Stöver) | Місць (Nohlen, Stöver) | Місць (Jędruch)       |
| ----------------------------------------------------------------------------------- | -------------------------- | ------------------------------------ | ------------------------ | ------------------ | ---------------------- | --------------------- |
| Związek Ludowo-Narodowy                                                             | не вказано                 | Народно-національний союз            | 1 616 157                | 29,0               | 140                    | ?                     |
| ?                                                                                   | Національні демократи      | не вказано                           |                          |                    |                        | 72                    |
| Polska Partia Socjalistyczna                                                        | Соціалісти                 | Польська соціалістична партія        | 515 062                  | 9,2                | 35                     | 34                    |
| Polskie Stronnictwo Ludowe "Wyzwolenie"                                             | Селянське «Визволення»     | Польська народна партія «Визволення» | 839 914                  | 15,1               | 59                     | 24                    |
| Polskie Stronnictwo Ludowe "Piast"                                                  | Селянський «П'яст»         | Польська народна партія «П'яст»      | 232 983                  | 4,2                | 46                     | не наведено кількості |
| Polskie Stronnictwo Ludowe Lewica                                                   | не вказано                 | Польська народна партія «Лівиця»     | 197 838                  | 3,5                | 12                     |                       |
| ?                                                                                   | не вказано                 | Польська об'єднана селянська партія  | 212 097                  | 3,8                | 35                     |                       |
| ?                                                                                   | не вказано                 | Селянські списки                     | 234 399                  | 4,2                | 0                      |                       |
| ?                                                                                   | Селяни загалом             | не вказано                           |                          |                    |                        | 90                    |
| ?                                                                                   | Консерватори               | не вказано                           |                          |                    |                        | 44                    |
| Stronnictwo Katolicko-Ludowe                                                        | не вказано                 | Католицько-народна партія            | 102 292                  | 1,8                | 18                     |                       |
| ?                                                                                   | Християнські демократи     | не вказано                           |                          |                    |                        | 31                    |
| ?                                                                                   | Національні лейбористи     | не вказано                           |                          |                    |                        | 25                    |
| ?                                                                                   | Середній клас              | не вказано                           |                          |                    |                        | 63                    |
| ?                                                                                   | Комуністи                  | не вказано                           |                          |                    |                        | 2                     |
| ?                                                                                   | Меншина (німецька)         | Національні меншини                  | 96 677                   | 1,7                | 2                      | 2                     |
| ?                                                                                   | Меншина (єврейська)        | Єврейська група                      | 602 927                  | 10,8               | 11                     | 16                    |
| Narodowa Partia Pracy                                                               | не вказано                 | Національний робітничий союз         | 67 285                   | 1,2                | 32                     |                       |
| Bezpartyjni; bez przynależności klubowej («безпартійні; без фракційної належності») | Маленькі партії, незалежні | Місцеві списки та незалежні          | 863 349                  | 15,5               | 4                      | 29                    |
| Усього                                                                              |                            |                                      | 5 580 980                | 100                | 394                    | 432                   |

Маршалом сейму був Войцех Тромпчинський.

## У липні 1922
| Партія                                                   | Місць | %    |
| -------------------------------------------------------- | ----- | ---- |
| Polskie Stronnictwo Ludowe "Piast" (Польська народна)    | 96    | 22,3 |
| Związek Ludowo-Narodowy                                  | 81    | 18,8 |
| Narodowe Zjednoczenie Ludowe                             | 45    | 3,9  |
| Polska Partia Socjalistyczna                             | 34    | 10,4 |
| Narodowo-Chrześcijańskie Stronnictwo Ludowe              | 26    | 6,0  |
| Narodowo-Chrześcijański Klub Robotniczy                  | 26    | 6,0  |
| Klub: Polskie Stronnictwo Ludowe "Wyzwolenie"            | 24    | 5,6  |
| Narodowa Partia Robotnicza                               | 21    | 4,9  |
| Klub Pracy Konstytucyjnej                                | 16    | 3,7  |
| Klub: Polskie Stronnictwo Ludowe—Lewica                  | 11    | 2,5  |
| Zjednoczenie Mieszczańskie                               | 11    | 2,5  |
| Stronnictwo Katolicko-Ludowe                             | 7     | 1,6  |
| Narodowa Partia Pracy (II RP)                            | 6     | 1,4  |
| Rady Ludowe                                              | 5     | 1,1  |
| Komunistyczna Frakcja Poselska                           | 2     | 0,5  |
| Wolne Zjednoczenie Posłów Narodowości Żydowskiej (євреї) | 10    | 2,9  |
| Niemieckie Stronnictwo Ludowe (німці)                    | 7     | 1,6  |
| Незалежні                                                | 4     | 0,9  |
| Разом                                                    | 432   | 100  |

## Виноски
a. ^  Ні перше джерело (Nohlen, Stöver), ні друге (Jędruch) не зберегли оригінали назв польських партій і груп, а використовували власні переклади. Тому точне іменування тієї чи іншої організації не завжди випадає можливим. 